# Gudmont-Villiers
Gudmont-Villiers is een gemeente in het Franse departement Haute-Marne (regio Grand Est) en telt 352 inwoners (2008). De plaats maakt deel uit van het arrondissement Saint-Dizier.

## Geografie
De oppervlakte van Gudmont-Villiers bedraagt 16,9 km², de bevolkingsdichtheid is 21,0 inwoners per km².
De onderstaande kaart toont de ligging van Gudmont-Villiers met de belangrijkste infrastructuur en aangrenzende gemeenten.

## Demografie
Onderstaande figuur toont het verloop van het inwonertal (bron: INSEE-tellingen).

1. ↑  Populations de référence 2022.